# Era Istrefi
Era Istrefi (Pristina, Jugoszláv Szövetségi Köztársaság, 1994. július 4. –) albán énekesnő, dalszerző. Bonbon című dala révén vált ismertté.

## Fordítás
- Ez a szócikk részben vagy egészben  az   Era Istrefi című angol Wikipédia-szócikk ezen változatának fordításán alapul.  Az eredeti cikk szerkesztőit annak laptörténete sorolja fel. Ez a jelzés csupán a megfogalmazás eredetét és a szerzői jogokat jelzi, nem szolgál a cikkben szereplő információk forrásmegjelöléseként.